# 生命保険
生命保険（せいめいほけん、英: life insurance）とは、人間の生存または死亡による損失を保障することを目的とする保険。生保（せいほ）と略称される。

## 生命保険の理論
生命保険の保険事故は人の生死である。すなわち人の死による世帯における所得の減少や高齢等による経済的負担に備えるための保険である。

### 生命保険のしくみ
現在の生命保険では、人間の生死にかかわる統計データ、生命表が用いられるのが常である。すなわち、生命表による加入者の生死の予測に基づいて、適切な保険料が設定される。
ただし、死亡統計は過去から現在までのデータのみが使用されるのに対し、実際の生死は将来発生することであるから、当然予測に誤差が発生し得る。そのようなときに保険料収入が不足する事態になってはいけないので、保険料計算に用いる死亡率にはあらかじめ安全が見込まれている。このときの死亡率を予定死亡率と呼び、保険料計算の重要なパラメータのひとつである。

### 生命保険の基本形態
生命保険商品には複雑なものもあるが、いずれも死亡保険、生存保険、生死混合保険の変形または混合形態である。
死亡保険
死亡保険は被保険者が死亡したときに保険金が支払われる保険。
純粋な死亡保険の代表例が定期保険である。定期保険は満期保険金が無いので、満期時までに全ての保険料収入を死亡保険金として支払う設計になっている。そのため、責任準備金は満期時にはゼロとなり、保険期間を通じても一般にそれほど多くはならない。
生存保険
生存保険は被保険者が一定期間経過した時に生存しているときに限って保険金が支払われる保険。
終身年金はある種の生存保険である。年金支払開始から1年後に生存していれば1回目の年金が、2年後に生存していれば2回目の年金が…と、複数の生存保険が合成されたものと考えればよい。
生死混合保険
生死混合保険は死亡保険と生存保険を組み合わせた形態の保険。
養老保険は上記死亡保険と生存保険を1対1でブレンドしたもので、保険期間中に死亡したときと満期時に生存しているときに同額の保険金が支払われる。また、終身保険は養老保険の保険期間を生命表の生存者が0になった時点に伸ばしたものである。その時点は会社によって異なっており概ね105歳付近が理論上の満期となっている。

### 保険料の徴収方式

#### 自然保険料方式と平準保険料方式
生命保険の保険料率は年齢ごとの死亡率を元に計算されるが、その考え方には大きく分けて「自然保険料方式」と「平準保険料方式」がある。
「自然保険料方式」とは、加入者の年齢ごとにその死亡率に応じた保険料を徴収する方式で、一般には高齢になればなるほど死亡率が高くなるため、自然保険料方式による保険料率は年齢とともに上昇する。
「平準保険料方式」とは、自然保険料方式では高齢になると保険料が高くなりすぎ、契約者が保険料負担に耐えられないというデメリットがあるため、それを解消する方式であり、保険期間中の年齢ごとの死亡率を平準化した保険料を徴収する。このため、保険期間の終期近く（つまり高齢）になっても保険料が上昇しない。

##### 平準保険料と責任準備金
平準保険料方式を採用すると、本来は高齢になってから支払うべきであった保険料をあらかじめ若いときに支払うことになるので、結果として生命保険会社は将来の保険料を事前に徴収して留保していることになる。この留保された資金のことを責任準備金と呼ぶ。責任準備金は平準保険料方式の契約者についてそれぞれ存在するので、総合すると大きな資金となり、生命保険会社はこれを元に運用を行い、収益を上げることができる。これは生命保険会社の金融機関としての顔である。
実際の保険料はこのような運用益を見込んで割引かれている。この割引分を算出するためにあらかじめ運用利率を予定しておく。この利率を予定利率とよび、これも保険料計算の重要なパラメータである。

#### 解約返戻金
平準保険料方式をとると、本来はまだ必要ではない保険料を事前に徴収していることになるので、保険期間中に何らかの理由で保険契約を解約することになると、その保険料のうち一部は契約者に返還される。これを解約返戻金と呼ぶ。
保険契約者の債権者が解約返戻金請求権を差し押さえ、取立権に基づき解約権を行使した上で取り立てることがある。また債権者が債権者代位権に基づき解約権を行使し、解約返戻金を代位請求することもある。しかし、これが行われると保険金受取人の将来の生活を脅かすおそれがあるので、一定の場合には保険金受取人が解約返戻金相当額を債権者等に支払うことにより解約を回避する制度が設けられている（介入権、保険法60条～62条）。
なお、解約返戻金は原則として一時所得として扱われ、所得税の課税対象となるが、一時払養老保険等の場合、締約日から5年以内に解約した場合は、金融類似商品として一律20%（2013年1月から25年間は復興特別所得税と合わせて20.315%）の税率による源泉分離課税が適用される。

### 三利源と配当金
生命保険の保険料は、純保険料と付加保険料からなる。純保険料とは、保険金の支払に充てるために徴収される保険料であり、付加保険料とは、それ以外に保険会社の事業経費として徴収される保険料である。多くの保険会社は、純保険料と付加保険料の内訳を公開していない。ライフネット生命は、これらの内訳の代表例を公開している数少ない保険会社である。
純保険料として必要な金額は、前述のように加入者の死亡率と責任準備金の運用利率に基づいて決定され、そのときに用いられる予定値がそれぞれ予定死亡率、予定利率である。
生命保険の付加保険料は、新契約締結にかかる費用、契約の維持にかかる費用、保険料の集金にかかる費用という名目で徴収される。これらについてもあらかじめ必要な額を見込んで保険料計算を行うが、そのときの率を予定事業費率と呼ぶ。
これら予定死亡率、予定利率、予定事業費率はあくまで見込みであるため、実際に保険料として必要となった金額との間に差額が発生する。それらをそれぞれ死差益、利差益、費差益と呼び、この三つを合わせて三利源と呼ぶ。実際の見込みは保険料の不足が発生しないようかなりの余裕をもって設定されるので、基本的に差額は剰余金として発生する（逆ザヤ（利差損）の問題については「歴史」の節を参照）。これらの剰余金は結果的に保険料として徴収する必要の無かった金銭であるので、保険会社はこれを契約者に還元する。これを配当金と呼ぶ。
ただし、最近は保険料を安くしたいというニーズに応えるために、配当金がまったく無い、あるいは利差益のみを配当金として還元することとし、その分予め保険料を引き下げたタイプの保険商品も設計されている。

### 危険選択
生命保険においては、収支相等の原則を守るために同一の危険を持つ被保険者集団を形成する必要があるが、その裏をかいて不当に利益を得ようとする行為が発生する恐れが常にある。言い換えると生命保険会社と加入者の関係に内在する情報の非対称性に起因するモラル・ハザードや逆選択が常に発生し得る。
そのため、生命保険会社は、同一の危険を持つ被保険者集団を守るために危険選択を行う。具体的には加入時に医師による診査や告知書などを用いて、特に標準的な危険よりも大きな危険を持つと考えられる加入者を識別している。ただし、それはそのような加入者が保険に加入できないことを意味しない。その加入者と同等の危険を持つ被保険者集団が形成できれば、その集団に対する適切な保険料で保険に加入することができる。
また、支払時にも再度査定を行い、保険金詐欺を防ぐことが行われている。

## 生命保険商品

### 個人保険
個人保険とは契約者・被保険者を個人とする契約を指す。以下に挙げる団体保険に対する意味で個人保険と呼ばれる。
また契約者が法人の場合の保険契約を法人保険(事業保険)と呼ぶことがある。
日本の民間保険における死亡保障を主な目的としており、現在販売されている保険商品のうち主なものについて述べる。
定期保険
一定期間以内の死亡に対して保険金が給付される生命保険。いわゆる「掛け捨て」と呼ばれる保険であり、死亡のみ保障するため、保険期間を満了したときの満期保険金はない。途中解約した場合の解約返戻金は一般に少ない（ただし、保険期間が60年・70年といった長期になった場合、契約後期の解約返戻金の額はそれなりに大きくなる）。保障される金額に対する保険料は比較的安いため、子どもが成長するまでの世帯主など、一定期間、高額な保障が必要とされる場合に利用される。近年では保険料を安く保障額を多くしたいというニーズに対応するため、中途解約の場合、解約返戻金がまったくない商品も開発されている。
一般に「定期保険」と言った場合は保険期間中は保険金額が一定だが、保険期間中に保険金額が増加したり減少したりするものもあり、それぞれ「逓増定期保険」「逓減定期保険」という（契約時に将来の保険金額がすべて固定されているという点で変額保険とは異なる）。
終身保険
保険期間を定めず、生涯にわたって保障される保険。死亡した場合必ず保険金が支払われるので、定期保険と比較すると保障される金額に対する保険料が割高である。途中解約をした場合に解約返戻金が出ることが多いが、通常は払い込んだ保険料の総額よりは少なく、また契約してからの経過年数が短いほど返戻金は少ない。解約返戻金の増減は、払込期間をどのように設定するかによって大きく変わる。60歳で保険料を全て払い込む形（払込期間60歳）にした場合、おおむね60歳前後で払い込んだ保険料よりも解約返戻金のほうが多くなる。一方、保険料を一生涯払い込む形（終身払）にした場合、加入時期によっては最終的に70歳代半ばで保険金よりも、払い込んだ金額の方が多くなるという現象が生じるケースが多い。
養老保険
保険期間内に死亡した場合に保険金が支払われるのはもちろんだが、満期になった時に生存していた場合、満期返戻金として保険金額と同額が支払われるというもの。契約満了時には通常、満期返戻金に加え、配当金が支払われるため、払い込んだ保険料よりも多く受け取れる為「貯蓄型」とも呼ばれる。加入時の年齢や保険期間によっては貯蓄性がない場合もある。これは、生存保険と死亡保険を同額組み合わせることで保険金給付に関わるリスクを減らし、貯蓄的な色合いを濃くしたものである。
定期保険特約付終身保険
終身保険と定期保険を組み合わせたもの。子どもが大きくなる前のように、大きな死亡保障が必要なときだけ保障を大きくすることができる。アカウント型を販売していない会社では主力商品となっている。
保有契約として約1,473万件・約317兆円（2007年9月末）が保険契約としてあり、この保険金額は、個人保険契約約1,002兆円に対し、約31.6％という占率がある。
ユニバーサル保険
米国で1970年代頃から登場した保険商品で、保険料の見直し・保障内容をライフステージによって変更可能な保険。米国では1990年代までに主流な保険商品となったが、保険料収入の不安定さなど様々な問題が懸念され、日本では殆んどの保険会社が導入をしなかった。
アカウント型保険
比較的新しい商品で、毎回一定の保険料のうちいくらかを定期保険、残りをアカウント(口座)と呼ばれる積立金に充当し、定期保険終了後に一時払終身保険あるいは年金に移行するタイプの保険である。
日本では明治安田生命が初めて開発し導入した。開発に際しては上記に挙げるユニバーサル保険を参考としたと言われている。
子ども保険(学資保険)
子どもの年齢や小中学校・高校の入学時期に応じて祝い金が支払われたり、満期時に保険金が受け取れるような保険。また、親の死亡時には以降の保険料支払が免除されたり（契約は満期まで継続する）、子どもに対して補助金が給付されたりすることもある。実態としては、子どもを被保険者とする生存保険と、親を被保険者とする死亡保険を組み合わせた保険商品になっている。
個人年金保険
一定期間保険料を払い込み、保険料を積み立てた資金を原資として、契約で定められた年金を受け取るような保険商品。生存保険の一種。
変額保険
保険期間中に契約者が指定した割合で株式・債券などのアセット(ファンド)への投資・運用指示を行い、その成果に応じて死亡保険金額、解約返戻金額、満期保険金額が変化する保険商品。一般の保険は契約時に定めた保険金額が契約期間中に変化しない（定額保険という）。一般の生命保険はインフレへの順応性に乏しく、インフレに対応する保険として定額保険の補完として誕生した。株式や債券などの証券市場への資金流出を抑止するなど米国ではユニバーサル保険に代わる保険商品として近年発展してきた。
その他、保険商品は多種多様であるが、多くは基本的な死亡保険・生存保険の金額・期間を変化させて組み合わせたものになっているといえる。
また2000年以降の第三分野保険の解禁に合わせて民間保険会社が提供する医療保険・介護保険 (民間介護保険)・就業不能障害保険も生命保険の一種である。

#### 主な特約の種類
特約とは、終身保険や定期保険などの主契約に特約として付加出来る、いわば生命保険のオプションとしての存在である。定期付終身保険の場合、正式名称は「定期特約付終身保険」となるため、定期保険部分そのものがベースとなる終身保険の特約である。当然、特約分の料金が保険料に上乗せされる。
医療特約
けがや病気が原因で入院したときに所定の金額が受け取れるもの（災害入院特約・疾病入院特約）が一般的。

介護保険特約
自分が介護を受ける必要が出てきた場合に給付金などが受け取れるというもの。但し、給付条件が国の障害者認定1級よりも厳しいものもある。
リビングニーズ特約
ガンなどで、余命数ヶ月と判断されたときに、保険金額のうちのいくらかが生前に支払われるという特約。生前給付（リビングベネフィット）ともいう。
ナーシングニーズ特約
要介護状態となったときに、保険金額のうちいくらかが生前に支払われると言う特約。
災害割増特約
災害や事故で死亡した場合には通常の保険金に加えて、災害割増特約の保険金が支払われると言う特約。
かんぽ生命の生命保険には自動付帯されている。
保険料免除特約
指定の疾病や事故などで入院や休職した期間の保険料支払いを免除した上で保険は継続する特約。「保険の保険」と言える。

### 団体保険
団体保険とは、会社や官公庁等の団体に所属する者全体を保障する生命保険の一種である。団体と生命保険会社で直接契約を行い、単一の契約でその所属員が一括して保障されるようになっている。大量処理によって運営コストが節約できるため個人保険よりも安価に保障が得られることが多い。

#### 団体定期保険
会社等で被用者の死亡保障を目的とした定期保険商品。保険期間は1年で、1年経過後には自動で更新される。
総合福祉団体定期保険
企業が弔慰金等の財源として加入する団体定期保険である。基本的に所属員全員が加入し、団体が保険料を負担する。
団体定期保険（Bグループ）
所属員が任意で加入できる定期保険で、企業の福利厚生として行われている。保険料は所属員が自分で負担する。個人保険に加入するよりも割安であることが多いが、退職等により団体から脱退すると保障は継続しない。

#### 団体信用生命保険
融資を受け、返済途中に返済者が死亡あるいは高度障害状態になった場合、保険金でローンの残額が返済される仕組み。住宅ローンに付くものが典型的な形態だが、その他のローンに付保するものもある。保険料はローン開始時に一括支払いする方法や、ローン金利に上乗せする方法がある。最近では返済者がガンや心筋梗塞などになった場合も保険金の支払要件とする商品も現れている。

#### 団体年金保険
会社等で従業員に対して退職後の年金を支給するために加入する商品。保険料は全額企業負担のもの、一部従業員負担のもの、全額従業員負担のものがある。

### 生命保険契約にあたって
- 何のために・誰のために・どんな時のために保険が必要なのか
- 貯金等の他の手段ではなく、何故保険でなくてはだめなのか
- 自分にとって、家族（遺族）にとって、本当に保険は必要なのか

必要な保障というのは、各人の価値観やライフスタイルなどによって多様である。死亡時に必要な補償額は、一概に年齢だけで決められるというものではないし、その他の保障についても同様のことが言える。コストをかけて生命保険の保障を受けなくても、単なる貯金や公的社会保障制度（健康保険・厚生年金・遺族基礎年金など）でも十分ということもある。生命保険ではなく損害保険で賄える場合もある。また、場合によっては、死んだときの保障よりも入院したり介護状態になったときの方に備えておかなければならないという場合もある。
個人の貯金や公的な社会保障制度でも足りない分があればそれを生命保険を使って補う、ということを念頭に置くことも、上手に生命保険を活用する方法である。つまりは、誰しも・万人が生命保険が必要というものではないことになる。
また、貯蓄性を謳い文句に加入を勧められるケースなどもあるが、保険における責任準備金運用利回りの指標である予定利率は単純に預金金利と比較することはできない。保険料は、保険金にそなえ予定利率による運用される部分（純保険料）とは別に、保険会社の経費として保険会社の収入となる付加保険料が含まれているからである。 貯蓄性について確認する場合、あくまでも払い込んだ保険料の総額と解約返戻金を比較するしかない。死亡保険を含んだ契約で利鞘を稼ぐ代表的な方法として下記の3種類があるが、いずれも最大で長期の銀行定期預金程度の利回りしか得られない。保険は貯蓄目的ではなく、あくまでも上記の3項目の目的に沿って、保険の目的を考えることが重要である。
- 生命保険の保険料は、保障の期間中同額の全期型と一定期間毎に保険料が上がる更新型がある
- 保険料金額は、月払より年払、年払よりは一括納金（全期前納）の方が、訪問集金より口座振替の方が安くなる
- 個人で加入するより勤務先の企業などの団体扱(月払)の保険があれば、後者の方が保険料も安くなる
- 解約・減額は外交員や営業所以外にもコールセンターなどの窓口でやってもらう方法もある
- 保険料が払えなくなっても、返戻金がある種類の保険であればそれを原資にして保障を継続することが出来る（保険期間を変えずに保険料を少なくする払済保険、保険金額を変えずに期間を短くする延長定期保険など。但し、付随していた特約は自動的に解約となる）
- 保険金の請求事由（死亡等）が発生しても、直ちに保険金の給付が受けられない場合がある。そのため、大金が必要なとき（葬儀等）に保険から現金が用立てられないといったトラブルが発生することがある。保険金の給付までにかかる期間等は加入時に確認する必要がある。
- 入院に関する保険金の給付に日数がかかった場合、給付時までに容態が回復したりすると、その状態に応じて給付が減額されることがある。そのため、即時給付の保険と、給付までに日数がかかる保険の場合で、給付額が異なってくる場合がある（即日給付される保険であれば、後日回復したからといって給付額の減額（返金）を求められたりすることは通常ない）。これもよくトラブルの原因になるので、よく確認すべきである。

## 生命保険の歴史

### 生命保険の始まり
生命保険契約の形態は1400年代のイタリアで登場し、当初は奴隷運搬の海上保険の形態として登場した。
17世紀、イギリスでは、セントポール寺院の牧師たちが葬式代をまかなうために、お互いにいくらかずつ出し合って積み立てていったといわれる（香典前払保険・香典前払組合）。ただし、これは年齢に関係なく同じ金額を支払ったため、高齢者は比較的少ない保険料で保険金を受取ることができた。しかし、次第に若者の不満を買ってしまったため、10年ほどでなくなったとされる。
この問題を解決するきっかけを作ったのが、「ハレー彗星」で有名な天文学者エドモンド・ハリーである。
彼は実際に調査して人間の寿命を統計化した生命表を作成した。それは年齢ごとに生存している人死亡した人の割合をまとめた統計データである。母集団が大きな統計は、「大数の法則」により、年齢ごとの亡くなる人数（死亡率）を導くのに便利であった。
そして生命表ができると、各年齢ごとに保険料を払う者の人数と亡くなる（保険金を受け取る）者の人数が推定できるようになった。
そこで死亡率に応じて保険料に差をつけることが考えられ、18世紀のイギリスで死亡率に基づいた保険料を集める制度ができた。
ただし、この生命表に基づく計算は、戦争や地震等の大規模災害による大量死にまで対応できるものではない。このため、現在の生命保険の多くは、戦争・災害に関する免責事項を設けている。

### 近代的生命保険の成立
生命保険では、統計に基づいて、年齢ごとの死亡率に応じた保険料を設定することで、保険会社が受け取る保険料と保険会社によって支払われる保険金が均衡する仕組みになっている。契約者が支払う保険料は、年齢ごとの死亡率に応じた保険料の合計を期間全体で平準化した金額となるのが一般的である。
現在の近代生命保険の発祥は、1762年にイギリス・ロンドンに設立されたエクイタブル生命（en:The Equitable Life Assurance Society）である。英国の数学者、ジェームズ・ドドソンはエドモンド・ハリーの生命表を活用して確率に応じた適正な保険料による生命保険の理論を生み出し、エクイタブル生命の設立を企図した。
死亡率に応じて保険料を徴収すると年々保険料が上がっていくことになる。これを自然保険料という。ところが、同社は、その保険料を契約期間に応じてならす、「平準保険料」方式を採用した。この仕組みは契約期間の前半に将来の保険料を前払いし（この前払いした保険料がいわゆる責任準備金となる）、契約期間の後半に積み立てられた金額を保険料として取り崩すことになる。これが現在の生命保険の保険料計算の主流となっている。
本来、相互扶助の仕組みであった生命保険だが、平準保険料の採用により、前払いされた保険料が生命保険会社の多額の運用資産となった。そしていわゆる機関投資家として金融市場に大きな影響力を持つ礎となった。

### 簡易保険の成立
当初は生命保険は資産家や牧師など特殊な人々のものであった。ところが、産業革命により、都市生活者や給与所得者が急増すると一家の収入の稼ぎ手が亡くなった場合の生活保障や、葬儀費用などが問題となった。19世紀半ばのことである。
そこでロンドンの労働者達が、生命保険会社・プルーデンシャル ローン＆保険組合（現イギリス・プルーデンシャル）に少額な保険料で葬儀費用を賄える保険を作って欲しいと申し入れ、プルーデンシャルはこれを受け入れて少額・保険料建・週払の労働者向け保険を開発した。このことで、生命保険は一挙に庶民のものとなった。一時期、英国の全世帯の1/3がプルーデンシャルと契約していたとも言われている。当時の労働者にとってこうした問題がいかに深刻であったかを物語る事例といえよう。
また、こうした問題は現在の先進国各国で問題となっており、カナダでは国策として生命保険会社を整備した。国会の議決により労働者向けの生命保険を扱う保険会社を設立している。これが現在のマニュライフ生命保険である。

## 日本における生命保険
戦前
大日本帝国憲法の日本では死亡保険と呼ばれており、また徴兵制度に伴い徴兵保険も存在した（第一徴兵、富国徴兵、日本徴兵保険、国華徴兵などの株式会社）。1935年には、全体では32の死亡保険等取扱会社が存在した（相互会社4社、株式会社28社）。
現代
2023年現在、日本では42社の生命保険会社がこれを行っている。また、自衛隊員は団体生命保険に加入することができる。また、これとほぼ同様の商品として、郵政民営化以前に日本郵政公社が行っていた簡易保険や、農協や生協などの共済事業の中で「生命共済」の名称で取り扱われているものがある。生命保険会社では、他にも貯蓄や老後の保障といった幅広いニーズに対応するため、「財形貯蓄積立保険」や「個人年金保険」などの商品を取り扱っているが、これらも広い意味で生命保険と言える。

### 法令
保険法（2008年5月30日成立、2010年4月1日施行）では損害保険、生命保険、傷害疾病定額保険の3つに分類されている。保険業に関しては、保険業法を根拠法とし、金融庁による監督を受ける。
生命保険契約の定義として、「当事者の一方が一定の事由が生じたことを条件として財産上の給付（ ... 金銭の支払に限る。 ... ）を行うことを約し、相手方がこれに対して当該一定の事由の発生の可能性に応じたものとして保険料（ ... ）を支払うことを約する契約」(保険法第2条1号、一部省略)のうち、「保険者が人の生存又は死亡に関し一定の保険給付を行うことを約するもの（ ... ）をいう。」（第2条8号、一部省略）と定義している。
保険法の成立以前は、商法（商法第673条）にて『生命保険契約ハ当事者ノ一方カ相手方又ハ第三者ノ生死ニ関シ一定ノ金額ヲ支払フヘキコトヲ約シ相手方カ之ニ其報酬ヲ与フルコトヲ約スルニ因リテ其効力ヲ生ス 』（生命保険契約は当事者の一方（保険者）が相手方（保険契約者）または第三者の生死に関して一定の金額を支払うべきことを約し、相手方がこれに対してその報酬を与えることを約することによって効力を生ずる。）と定義された。
損害保険の扱う傷害保険に似ているが、損害保険の要件とされる「急激・外来」の条件に拘束されない点で異なる（但し、特約として傷害保険を含む場合もある）。生命保険は、一般に（出生直後などを除けば）年齢とともに高まる病気や死亡の危険を保障するための仕組みであって、外来の事故のみを保障する傷害保険とは技術的根拠が本質的に異なっている。

#### 生命保険契約の概要
- 契約期間が1年を越える生命保険の場合、基本的にクーリングオフが出来るが（書面の交付又は第一回保険料支払日から8日以内に手続きを行えば可能）、自ら保険の営業所などに行って契約した場合には、クーリングオフはできない。
- 保険契約者又は被保険者になる者は、契約締結時に、重要な事項のうち保険者になる者が告知を求めたもの（加入時の被保険者の健康状態を記入するもの）を告知する義務を負う（保険法第37条）。
- 死亡保険契約の保険期間を契約締結時以前に遡及させる保険（遡及保険）は、保険契約者が当該死亡保険契約の申込み又はその承諾をした時において、当該保険契約者又は保険金受取人が既に被保険者の死亡を知っていたときは、無効とする（第39条第1項）。
- 被保険者の同意が無ければ、たとえ夫婦・親子であっても保険の加入は出来ない（保険法第38条）。死亡保険契約の保険金受取人を変更する場合も被保険者の同意を必要とする（保険法第45条）。
- 保険者は、生命保険契約を締結したときは、遅滞なく、保険契約者に対し、保険法第40条各号に掲げる事項を記載した書面を交付しなければならない（保険法第40条）。
- 保険金受取人が、死亡保険契約の被保険人より先に死亡したときは、その法定相続人の全員が保険金受取人の地位も相続する（保険法第46条）。
- 死亡保険契約の保険契約者又は保険金受取人は、被保険者が死亡したことを知ったときは、遅滞なく、保険者に対し、その旨の通知を発しなければならない（保険法第50条）。
- 保険者は、被保険者の死因が自殺あるいは戦争その他の変乱に起因するものである場合、また保険契約者又は保険金受取人が被保険者を故意に死亡させた場合は、保険給付を行う責任を負わない（保険法第51条）。
- 告知書に偽りがあったり、告知漏れがあった場合には、保険金は下りないこともある（告知義務違反、保険法第55条）。
- 契約が無効の場合や取り消した場合、保険者は保険料返還義務を負う。ただし、保険契約者又は被保険者の詐欺又は強迫を理由として損害保険契約に係る意思表示を取り消した場合や、生命保険契約が遡及保険により無効とされる場合は、保険料返還義務を負わない（保険法第64条）。
- 保険金などの請求権は、原則として支払事由発生日の翌日から起算して3年を経過した時、時効により消滅する（消滅時効、保険法第95条第1項）。保険者の保険料請求権の消滅時効は1年である（保険法第95条第2項）。
- 保険会社が破綻した場合には、その保険は本来なら、無効になる（保険法第96条）。しかし、契約者への影響が大きいことから、保険会社がお金を出し合い、契約者保護機構というものが作られており、実際には、別の救済保険会社もしくは保険契約者保護機構が保険業務を引き継ぐ事が多い。しかし、バブル崩壊や海外生保の流入により破綻する保険会社が増え、再び大型の連鎖倒産があった場合には契約者保護機構だけでは支えきれなくなる懸念があるとされている。

### 歴史

#### 証券恐慌まで
日本では慶応3年（1868年）に福澤諭吉が著書「西洋旅案内」の中で欧米の文化の一つとして近代保険制度（損害保険、生命保険）を紹介したことが発端となり、1880年に岩倉使節団の随員だった若山儀一らによる日東保生会社（日本初の生命保険会社）開業されるが、倒産してしまう。1881年（明治14年）7月、福沢諭吉門下の阿部泰蔵によって現存最古の保険会社・有限明治生命保険会社が開業された。1888年には国内で2番目の保険会社として帝国生命（現朝日生命）、3番目に1889年には日本生命が誕生した。だが、当初は「人の生死によって金儲けをするのか」という誤解に基づく批判も多く、その普及には時間がかかった。
戦前までの生命保険会社の特徴としては、法人の形態が現在のような保険業法に定める相互会社ではなく、株式会社が主流であった。また、普通の生命保険会社とは別に、徴兵されると保険金が払われる徴兵保険と呼ばれる保険を扱う徴兵保険会社があった。現存する保険会社の中でも、富国徴兵保険（現 富国生命）、第一徴兵保険（旧 東邦生命、AIGエジソン生命保険に継承）、第百徴兵保険（旧 第百生命、マニュライフ生命に継承）、日本徴兵保険（旧 大和生命）などがそうである。徴兵保険とは、養老保険の一種で子供が小さいうちに加入しておくと、その子供が徴兵などのときに保険金が給付されるというものであったようだ。現代で言えば学資保険のような商品といえる。こうしたことからも戦前までは養老保険などの貯蓄性の高い商品がその主流であった。親子や兄弟・親類が同居・隣接するなどの家族構成や地縁・社縁・血縁で支え合う機能が十分に機能しており、生命保険に求められている遺族の生活を補償する役割のウエイトがそれほど高くなかったと言える。
戦後、こうした生命保険会社の多くは株式会社から相互会社に衣替えし、再出発した。この時期に女性営業職員による募集が考案され、戦争未亡人の働き口として供給が豊富だったこともあり、各社がこぞってこの方式(セールスレディによる護送船団方式による職域営業)を採用するようになった。また家族構成も親子だけで暮らすなどの核家族化が進み、地縁・社縁・血縁もかつてと比べると希薄となり、万が一に際しての遺族の生活を補償する役割は個々人に求められるようになった事から主流の商品は従来まで人気の高かった貯蓄性の高い養老保険から保障の大きな定期付養老保険、さらには定期付終身保険へと徐々にシフトしていった。

#### 高度経済成長～バブル期
この時代の主な動きとして、1973年にアリコ(現メットライフ生命)、1974年にはアフラックによるがん保険などの第三分野保険を足がかりとして、外資系保険会社が参入を始める。国内大手生保は第三分野保険を単体(主契約)ではなく、従来商品であった死亡保障に付ける特約を中心に医療保障の提供を始める。またこれまで長く続いていたセールスレディによるセット商品での販売手法に対して、1981年当時世界最大の生命保険会社であった米国プルデンシャル・ファイナンシャルとソニーが合弁会社でソニー・プルデンシャル生命(現ソニー生命)を設立。大学卒業以上の学歴を有し、税制・法律・社会保障などの関連知識を備えた生命保険の専門家ライフプランナーによるコンサルティングセールスで営業を開始。その後に登場するファイナンシャル・プランナーによるライフプラン表の作成・収支分析・家計相談などの基礎となる提案スタイルと生命保険における専門職という新しいチャネルを生命保険業界へ持ち込む。また一方でいわゆるバブル景気（以下「バブル期」）による金利の上昇と不動産の価格高騰は、「超長期固定金利」の商品(定額保険)を扱う生命保険会社にも多大な影響を与えた。一つにはバブル崩壊後、高い予定利率の保有契約を多数抱えてしまったこと、もう一つには、資産運用手段として不動産への投資、あるいは不動産関連の融資を行ったことで、保有資産・貸出資産が不良化してしまったことである。この結果、資産運用による収益力が落ち込むとともに、運用は延びずに予定利率との差額が発生する「逆ザヤ」により経営基盤が不安定になっていった。当時、経営が悪化していた会社は渋谷付近に本社を置いていたものが比較的多く、それらの中でも特に日産生命・千代田生命・東邦生命・日本団体生命を指して「渋谷4社」と呼ばれることがあった。結果的にこれら4社のうち、日本団体生命（アクサ生命と統合）を除く3社は経営破綻 しており、その他に大正生命・協栄生命・東京生命 の3社が破綻している。
一方、バブル期には株式投資が活発化したことから変額保険が注目された。一般的な生命保険は定額保険と呼ばれており、契約時の保障額が変動することはない。そのため経済成長や株価・物価の上昇(インフレーション)局面でその資産価値(保障額)の実質的な目減りが生じる。変額保険はインフレなどにより長い期間の間に保険金が著しく目減りする定額保険の欠点を補うものとして開発され、この時期の保険契約では注目を集めることとなった。また保険金の税の仕組みを活用した相続対策などの名目で生命保険会社によっては銀行と組んで融資と販売をセットにした営業活動を積極的に行った。しかし、想定に反して株価はバブル崩壊によって著しく下落し、それによって大幅に目減りした満期返戻金では融資の返済に不足が生じたため、多くの資産家・契約者が損害を被ることとなった。このような株価下落時のリスクの説明が不十分だった点や、募集行為上の問題（銀行が積極的に募集に関わったなど）があったことなどにより、保険会社や銀行に対する訴訟が相次いだ。
この反省から現在の変額保険は運用方法について、複数のアセット（ファンド・投資信託）を契約者が指定し選択することにより分散投資が任意で行える、死亡保険金の保険金額は最低保証される、契約者からの預かり資産は特別勘定によって管理・運用されることで保険会社が破綻・経営難となった場合でもその運用資産の大部分は影響がないなどの規制を行うことにより、バブル期の頃の変額保険と比べて大きくリスクは減少している。

#### バブル崩壊後～四半世紀の生命保険業界
前述に挙げた通りバブル崩壊後の生命保険業界は予定利率による逆ざやにより破綻する会社が相次ぎ、生命保険そのものへの信頼が揺らぎかねない時代へと突入した。
このため生命保険業界と保険会社各社は契約者からの信頼を回復するために業界の再建を目指していたが最中の2005年～2007年と相次ぎ保険金不払い問題が発生し、生命保険における様々な問題が大きく注目されるようになった。
また第一次日本版金融ビッグバン（金融の自由化）の一環として銀行・保険・証券や損害保険と生命保険など業界の「垣根（ファイヤーウォール）」を取り払い、相互に参入を自由化しようという政策が進展した。これに伴い保険業法も1995年に全面改正され、保険料の自由化や第三分野保険の完全自由化、従来の保険外交員による販売チャネルとは異なる乗合代理店・銀行窓販・ネット生保などの解禁、一社専属に限られていた生命保険募集人が一部緩和されて仲立人としての保険ブローカーが認められる。またインターネットの普及により契約者が保険会社・保険商品を比較検討するための情報へアクセスしやすくなる等の変化が訪れた。
下記、太字は業界のトピックス。細字は破綻・買収・吸収などに関する事案。
- 1996年6月 - 東邦生命が業績悪化から業務提携によるGEキャピタル・エジソン生命を設立し承継準備に入る。
- 1996年8月 - 生命保険業界の乗合代理店、生損保の相互参入が解禁。
  - 損保業界から東京海上の子会社で東京海上あんしん生命、大東京火災保険(現在のあいおいニッセイ同和損害保険)の子会社で大東京しあわせ生命が参入。
- 1997年4月 - 日産生命が戦後初の生命保険会社の経営破綻。契約者保護基金(保護機構の前身)から2,000億円の資金援助を受け、あおば生命へ。
  - 契約者保護基金では保険会社を救済できないことが懸念され契約者保護機構が設立される。
- 1999年6月 - 東邦生命が金融庁からの業務停止命令を受けて経営破綻。
- 2000年3月 - 東邦生命を生命保険契約者保護機構から3750億円の拠出を受けGEエジソン生命へ包括移転。
- 2000年5月 - 第百生命が経営破綻。生命保険契約者保護機構から1,450億円の資金提供を受けてマニュライフ生命へ。
- 2000年8月 - 大正生命が金融庁による業務停止命令を受けて経営破綻。
  - 生命保険契約者保護機構から262億円を資金援助を受けてソフトバンク・ファイナンスと大和生命の合弁によるあざみ生命へ移転。
- 2000年10月 - 千代田生命が経営破綻。AIGグループによる買収でAIGスター生命へ。
- 2000年10月 - 協栄生命が経営破綻。公的資金の投入なしで米国プルデンシャル・ファイナンシャルによる買収。ジブラルタ生命へ社名を変え経営再建へ。
- 2001年3月 - 東京生命が会社更生法を適用し経営破綻。
- 2001年4月 - 銀行窓販における住宅関連信用生命保険（団体信用生命保険）が解禁される。
- 2001年4月 - 明治生命が日本で初めてアカウント型保険ライフアカウントL.A.(利率積立型終身保険)を開発。
- 2001年10月 - 太陽生命・大同生命が手を組んで、破綻した東京生命を吸収。T&Dグループを設立。
- 2002年4月 - 銀行窓販における個人年金保険・財形保険の販売解禁。
- 2003年8月 - 米国AIGが株式取得によりGEエジソン生命を買収。AIGエジソン生命へ。
- 2004年1月 - 明治安田生命発足。明治生命と安田生命の財閥の枠を超えた経営統合が実現。
- 2004年11月 - プルデンシャル生命が200億円で経営再建中のあおば生命を吸収。
- 2005年2月 - 明治安田生命による死亡保険金の不当な不払い発覚を皮切りに生損保業界における保険金不払い問題に発展。
- 2005年12月 - 銀行窓販における一時払終身保険、一時払養老保険、短満期平準払養老保険、貯蓄性生存保険の販売解禁。
- 2006年4月 - 少額短期保険が解禁。
- 2007年10月 - 郵政民営化の一環として保険部門をかんぽ生命保険としいて民営化。
- 2007年12月の銀行窓販全面解禁　定期保険、平準払終身保険、長期平準払養老保険、医療・介護保険などの保障性商品も販売可能に。
- 2008年4月 - SBIアクサ生命保険及びライフネット生命保険といったネット生保の参入。
- 2008年9月 - 2009年1月に控えたAIGスター生命とAIGエジソン生命の合併によりAIG生命誕生の予定が、親会社米国AIG経営危機により売却先探しへ。
- 2008年10月 - あざみ生命。債務超過により会社更生法を受け更生手続きを開始。
- 2009年4月 - あざみ生命を米国プルデンシャル・ファイナンシャルの子会社ジブラルタ生命が69億円出資して完全子会社化。
- 2010年 - 保険業法改正（生命保険募集に関する300条の改正。生命保険会社による信託解禁）。
  - 新保険法施行（約100年ぶりの改正。告知ルールが自発的申告から質問応答義務へ変更など）。
- 2010年4月 - 第一生命相互会社が株式会社へ移行し上場。
- 2011年2月 - 米国プルデンシャル・ファイナンシャルがAIGエジソン生命・AIGスター生命を買収し、日本の子会社であるジブラルタ生命へ合併。
- 2012年4月 - 米国AIGグループのアリコジャパンが米国メットライフによる買収でメットライフアリコ生命へ（2014年7月よりメットライフ生命）。
- 2013年11月 - 国内主要生保9社が逆ざや解消を発表[12]。
- 2015年5月 - 第一生命が戦後初めて保険料等収入で日本生命を上回り業界首位に。
- 2015年12月 - 日本生命が三井生命を子会社化。保険料等収入で首位を奪還。
- 2016年5月 - 保険業法改正[13]。
- 2016年 - マイナス金利による影響で一時払終身保険の販売停止が各社相次ぐ。標準予定利率2017年度改訂へ。

## 日本の生命保険会社
日本で生命保険業を営むためには、金融庁から生命保険業免許または外国生命保険業免許を取得しなければならない。外国生命保険業免許というのは、海外の保険会社が日本の支店等を設けて保険業を営む場合に必要な免許である。外国の保険会社が日本に現地法人を設立し生命保険業を営む場合は、生命保険業免許が必要である。したがって、いわゆる外資系企業がすべて外国生命保険業免許に基づいて業務を行っているわけではない。
保険業法第7条と同法施行規則第13条1項により、生命保険会社は商号中に「生命保険」の文字を入れなければならない。
後述のとおり共済など、保険業法以外の根拠法に基づき実施される生命保障もある。共済事業団体の監督官庁は、その根拠法によって様々である。なお、保険契約と同様に、共済事業団体が契約者と締結する共済契約にも保険法が適用される。

### 生命保険業免許取得会社
2025年7月1日現在、日本国内で生命保険業を営んでいる会社は41社（株式会社36社、相互会社5社）であり、すべて生命保険協会に加盟している。

#### 国内生保大手
この中では、日本生命保険、第一生命保険、明治安田生命保険、住友生命保険の4社は特に規模が大きく、生命保険協会の会長はこの4社の社長が輪番で務めている。
- 日本生命保険（相互会社） 
  - 大樹生命保険
  - ニッセイ・ウェルス生命保険
  - はなさく生命保険
- 第一生命ホールディングス
  - 第一生命保険
  - 第一フロンティア生命保険
  - ネオファースト生命保険
- 明治安田生命保険（相互会社）
  - イオン・アリアンツ生命保険
- 住友生命保険（相互会社）
  - メディケア生命保険
- T&Dホールディングス
  - 太陽生命保険
  - 大同生命保険
  - T&Dフィナンシャル生命保険
- 富国生命保険（相互会社）
  - フコクしんらい生命保険
- 朝日生命保険（相互会社）
  - なないろ生命保険

#### 損保系
- 東京海上ホールディングス
  - 東京海上日動あんしん生命保険
- SOMPOホールディングス
  - SOMPOひまわり生命保険
- MS&ADインシュアランスグループホールディングス
  - 三井住友海上あいおい生命保険
  - 三井住友海上プライマリー生命保険

#### 異業種からの参入・独立系
- かんぽ生命保険（日本郵政傘下）
- ソニー生命保険（ソニーグループ傘下）
- オリックス生命保険（オリックス傘下）
- SBI生命保険（SBIホールディングス傘下）
- 楽天生命保険（楽天グループ傘下）
- みどり生命保険（ベルコ傘下）
- ライフネット生命保険

#### 外資系
- アフラック生命保険（米アフラック傘下）
- プルデンシャル・ホールディング・オブ・ジャパン（米プルデンシャル・ファイナンシャル傘下）
  - プルデンシャル生命保険
  - ジブラルタ生命保険
    - プルデンシャル ジブラルタ ファイナンシャル生命保険
- メットライフ生命保険（米メットライフ傘下）
- アクサ生命保険（仏アクサ傘下）
- カーディフ生命保険（仏BNPパリバ傘下）
- クレディ・アグリコル生命保険（仏クレディ・アグリコル傘下）
- チューリッヒ生命保険（瑞チューリッヒ・インシュアランス・グループ傘下）
- エヌエヌ生命保険（蘭NNグループ傘下）
- マニュライフ生命保険（加マニュライフ・ファイナンシャル傘下）
- FWD生命保険（香港パシフィック・センチュリー・グループ傘下）

### 外国生命保険業免許取得会社
2025年7月1日現在、外国生命保険業免許取得会社は0社。

### 主な共済事業団体
※共済事業は保険業法の適用外であるが、共済契約は保険法の適用を受ける
- 全国共済農業協同組合連合会
  - 略称：全共連
  - 愛称：JA共済連
  - 事業名：JA共済
  - 根拠法：農業協同組合法
- 全国共済水産業協同組合連合会
  - 略称：共水連
  - 愛称：JF共水連
  - 事業名：JF共済
  - 根拠法：水産業協同組合法
- 全国労働者共済生活協同組合連合会
  - 略称：全労済
  - 愛称：こくみん共済 coop
  - 根拠法：消費生活協同組合法
- 全国生活協同組合連合会
  - 略称：全国生協連
  - 記事：公式サイトやディスクロージャー誌において「都道府県民共済グループ」と呼称する事例もある。
  - 根拠法：消費生活協同組合法
- 日本コープ共済生活協同組合連合会
  - 略称：コープ共済連
  - 事業名：CO･OP共済
  - 根拠法：消費生活協同組合法

## 日本における問題点
日本においては、全世帯のうちおよそ90％は何等かの生命保険に加入している ことから、日本は世界的な生命保険大国であるとも言える。
生命保険文化センターの調査によると、日本人の生命保険平均死亡保険金額の平均は普通死亡保険金額が1人あたり約2400万円以上。また、一世帯あたり平均3.8種類の生命保険に加入し、負担する年間保険料は平均38.5万円、一生涯に払い込む保険料の総額は平均2400万円以上にも及ぶ。即ち、生命保険は住宅の次に高額な商品であり、また長期の契約になることから、契約を決める際にはその必要性・かかるコストを慎重に検討し、契約者個人の人生設計・ライフスタイルも十分勘案する必要がある。
しかし、実際の保険契約は自発的に加入したというものはまれで（そもそも自発的に加入するケースは、保険会社にとってはリスク管理の点から問題があるので逆に警戒することがある）、勤務先で外交員から勧誘されるままに入ったり、親類・友人・知人などの紹介や勧誘で加入したというケースが多い。
そのため、契約書を読まない、読んでも内容を理解していない、といった事例があとを絶たない。
契約者の側には
- 生命保険に関する知識を得る機会が少なく無関心である（特に、インターネットが広まる前）。
- それゆえ、募集人の言いなりに保険に加入し、自分が契約した生命保険の内容についての認識が殆どなく、その保障期間や金額・保険金の受け取り条件・一定の年齢で保険料が上がることなどを知らずにトラブルになることもある。

募集人（営業職員）の側には
- ノルマが厳しく、離職率も高い。それ故に継続して働く事が難しい。
- 長年、俗に言われる「GNP営業」（G：義理・N：人情・P：プレゼント）で勧誘してきたこともあり、特に女性外交員の社会的地位は、男性と比較して不当に低く見られる事があり、働くモチベーションを維持することが難しい。

などの問題が指摘されている。
保険会社の方でも、入社後に新人研修と称して、知人友人を見込み客としてリストアップするような、悪しき慣習とも言えるような営業指導が続けられている。
近年（明治安田生命）営業職員の報酬を固定給方式に見直すなど、変革の動きも生じているが、保険業界全体において、抜本的な見直しはなされていない。
トラブルにならないようにする為にも、まず基本的な生命保険の種類とそれぞれの特徴を理解し、自分にとっての「必要性」を検討すること、また、きちんと納得がいくまで説明を求めるなどの必要がある。
また、こと生命保険においては、募集人や代理店に支払われる募集手数料が高額であり、悪質な募集人や代理店はこれを得るために、違法行為となりうる特典（保険料の立て替えなど）を付与したり、不必要な契約を迫ってくることも実際にあり、何の疑いも無く募集人の言うがままに保険に加入してしまうと最終的に契約者自身の首を絞めてしまう可能性がある。こうした危険から身を守るためにも、募集人の話は鵜呑みにせず、その募集人とは何ら関連性の無い別の方法を用いてしっかりと調べておくことが推奨される。
また、生命保険の保険金を狙った「保険金殺人」などの犯罪も後を絶たない（モラルリスク）。団体定期保険や消費者信用団体生命保険については、被保険者に契約内容や受取人のことが周知されておらず社会問題となったことがある。

### 不当な不払い問題
2005年2月に判明した明治安田生命保険による保険金の不当な不払いの発生を受け、2005年10月、生保各社から過去5年間に保険金や配当金の不払いがあったかどうかを調査した結果が発表された。これによると28社もの生保が不適切な事由で保険金や給付金を支払っていなかったことが明らかになった。
しかし、この調査結果が発表される以前や以後に損保各社による大量不払いが明らかになっており、それに飲み込まれる形で生保の不当な不払いはあまり関心が寄せられず、以降は続々と不正が判明する損保関連の不祥事が目立つようになっていった。
こうして一連の不祥事が終息したかに見えた生保業界であったが、2006年12月22日のジブラルタ生命保険での不払い発覚 を皮切りに、新たな保険金の不当不払い事案が生保各社から大量に発覚し始めてしまう事態になった。このため、2007年2月1日に金融庁が日本の全生命保険会社（38社）に対して、2001年～2005年の過去5年間に行われた保険金不払いの件数や不払い合計金額を調査し、2007年4月13日までにその調査結果を報告するように命令した。その結果、同年4月19日までにカーディフ生命保険を除く37社で、個人保険、団体保険、返戻金を合わせた不払いが計約44万件、およそ359億円に達したことが明らかになった。 ただし、この調査結果は調査期限に間に合わせた言わば途中経過であり、これをもって調査が完了したことを意味するものではなかった。
当初、各生保で調査結果がまとまるのは同年9月末になる見通しであったが、それから遅れることおよそ2ヶ月後の2007年12月8日にようやく調査結果がまとまった。これによると、38社の不払い合計は、件数にして131万件、金額にして964億円に達し、同年4月の中間調査結果と比較しておよそ3倍に膨れ上がった格好となった。
2008年7月3日、保険金不払い等が判明した生保37社のうち、多数多額に上った生保10社（日本生命保険、第一生命保険、明治安田生命保険、住友生命保険、朝日生命保険、富国生命保険、三井生命保険、大同生命保険、アメリカンファミリー、アリコジャパン）が、金融庁より業務改善命令の行政処分を受けることとなった。
各生保の状況は以下の通り（2005年10月末時点でのデータを元にしている）。
| 保険会社                           | 件数（件）            | 金額（円）                     | 資料 |
| ---------------------------------- | --------------------- | ------------------------------ | ---- |
| 明治安田生命保険                   | 1053（内保険金：542） | 33億（内保険金：31億）         |      |
| 日本生命保険                       | 57（内保険金：9）     | -（内保険金：-）               |      |
| 朝日生命保険                       | 45（内保険金：11）    | 9820万（内保険金：9096万）     |      |
| アメリカンファミリー生命保険       | 45（内保険金：-）     | 961万（内保険金：-）           |      |
| アリコジャパン                     | 32（内保険金：3）     | 7764万（内保険金：7000万）     |      |
| 損保ジャパンDIY生命保険            | 30（内保険金：2）     | -（内保険金：-）               |      |
| 第一生命保険                       | 25（内保険金：6）     | 2327万（内保険金：-）          |      |
| オリックス生命保険                 | 17（内保険金：0）     | 184万（内保険金：0）           |      |
| アクサ生命保険                     | 14（内保険金：0）     | 278万（内保険金：0）           |      |
| 大同生命保険                       | 12（内保険金：0）     | 232万（内保険金：0）           |      |
| アクサグループライフ生命保険       | 12（内保険金：0）     | 167万（内保険金：0）           |      |
| マニュライフ生命保険               | 11（内保険金：2）     | 2336万（内保険金：1952万）     |      |
| AIGスター生命保険                  | 10（内保険金：0）     | 67万1400（内保険金：0）        |      |
| 損保ジャパンひまわり生命保険       | 9（内保険金：-）      | -（内保険金：-）               |      |
| プルデンシャル生命保険             | 8（内保険金：7）      | -（内保険金：-）               |      |
| 三井住友海上きらめき生命保険       | 8（内保険金：2）      | -（内保険金：-）               |      |
| 富国生命保険                       | 7（内保険金：5）      | 6067万（内保険金：6062万）     |      |
| 三井生命保険                       | 7（内保険金：1）      | 601万（内保険金：500万）       |      |
| 住友生命保険                       | 5（内保険金：1）      | 1166万（内保険金：1000万）     |      |
| 東京海上日動あんしん生命保険       | 5（内保険金：0）      | 724万（内保険金：0）           |      |
| ソニー生命保険                     | 4（内保険金：2）      | 6億144万5千（内保険金：6億）   |      |
| AIGエジソン生命保険                | 3（内保険金：1）      | 659万（内保険金：640万）       |      |
| T&Dフィナンシャル生命保険          | 3（内保険金：0）      | 33万（内保険金：0）            |      |
| 日本興亜生命保険                   | 2（内保険金：0）      | 22万6千（内保険金：0）         |      |
| 共栄火災しんらい生命保険           | 2（内保険金：0）      | 10万（内保険金：0）            |      |
| 東京海上日動フィナンシャル生命保険 | 1（内保険金：1）      | 300万（内保険金：300万）       |      |
| あいおい生命保険                   | 1（内保険金：1）      | 1億5千万（内保険金：1億5千万） |      |
| 富士生命保険                       | 1（内保険金：0）      | 4万（内保険金：0）             |      |
| 合計：28                           |                       |                                |      |

- 表内の「-」は非公表または不明を表す。
- 金額はおよその数値も含まれている。

### 約款条項に関する問題
保険料の滞納・失権についての約款条項の有効性をめぐる問題
生命保険料を滞納した場合、一定期間が経過すると、契約者になんら督促なく保険契約自体が失効する旨定めている約款が多い。また、失効していた間の失効後保険料の払込などによって保険契約が復活しても、失効中は疾病や障害の保障が得られないと定められている約款が多い。これらの点につき、消費者契約法違反で無効である可能性が指摘され、訴訟で争われている。最高裁判例はまだないものの、高等裁判所の判決では契約者側が勝訴（保険会社が敗訴）している。

### その他
生命保険会社の契約者が、多額の給付金を得るため、睡眠時無呼吸症候群での不要な検査入院をするケースが頻発しており、各保険会社が対応に苦慮していると、2024年11月28日付の朝日新聞で報じられた。保険会社の中には、給付金の支払いを制限するケースも出てきているという。

## ライフセトルメント
ライフセトルメントは、生命保険契約を第三者に売却する仕組みで、米国や一部欧州諸国では歴史がある。